# Eodiaptomus indawgyi
Eodiaptomus indawgyi is een eenoogkreeftjessoort uit de familie van de Diaptomidae. De wetenschappelijke naam van de soort is voor het eerst geldig gepubliceerd in 2005 door Dumont & Green.